# Marlene Garayzar
Marlene Garayzar (Ciudad de México; 2 de abril de 1981) es una mujer internacionalista con Maestría en Administración, empresaria y cofundadora de Stori, novena empresa mexicana en convertirse en unicornio en julio del 2022 y la primera empresa unicornio en ser fundada por una mujer en México. En 2023, Marlene fue nombrada como una de las 100 mujeres más poderosas de los negocios en México por la Revista Expansión.

## Biografía

### Formación académica
Marlene es egresada de la carrera en Relaciones Internacionales por parte del Tecnológico de Monterrey y estudió su Maestría en Administración en el Instituto Tecnológico Autónomo de México (ITAM).

## Carrera

### Primeros años
Marlene tiene una trayectoria de más de 17 años en el sector financiero, tanto en México como a nivel internacional. Su experiencia se basa principalmente en el área de operaciones, servicio a clientes, cumplimiento (compliance), riesgo y cobranza en instituciones financieras.
Su carrera en el mundo financiero inicia en Peugeot Finance, donde desarrolla el cargo de Gerente de Riesgos. Posteriormente, su experiencia lleva a Marlene a ocupar cargos dentro de otras empresas como Debts Collections Leader en GE Capital y Head of Operations en Creamfinance y 4Finance.

### Stori
En 2020, junto con los Maestros en Administración Bin Chen y Sherman He, el experto en Ciencias Computacionales Nick Chen y el Doctor en Filosofía GY Liu, Marlene Garayzar cofunda Stori, una empresa mexicana cuya misión es promover la inclusión financiera en México, otorgando tarjetas de crédito bajo el régimen de Sociedad Financiera de Objeto Múltiple (Sofom).

### Actualidad
Actualmente, Marlene se desempeña como Chief Governance Officer (CGO) en Stori. Al día de hoy la empresa cuenta con 2 millones de tarjetas emitidas y el estatus de unicornio que adquirió en julio de 2022.

## Reconocimientos
- Marlene Garayzar, cofundadora de Stori y CGO de la empresa, es reconocida como una de las 100 mujeres más poderosas de los negocios en 2023 por la revista Expansión.[8]
- Marlene Garayzar fue reconocida como una de las 100 mujeres más poderosas de México en 2023 por la revista Forbes.[9]